# Liste der griechischen Botschafter in Deutschland

Wappen Griechenlands

Liste der griechischen Gesandten und (seit 1952) Botschafter in Deutschland:

## Missionschefs

### Griechische Gesandte imDeutschen Reich
1867: Aufnahme diplomatischer Beziehungen zum Norddeutschen Bund, ab 1871 zum Deutschen Reich
- 1867–1874: Fürst Gregor Ypsilanti (Γρηγόριος Υψηλάντης, 1835–1886)
- 1874–1887: Alexandros Rizos Rankavis (Ἀλέξανδρος Ῥίζος Ῥαγκαβής, 1809–1892)
- 1887–1891: Angelos Vlachos (Άγγελος Βλάχος, 1838–1920)
- 1891–1892: Kleon Rizos Rankavis (Κλέων Ῥίζος Ῥαγκαβής, 1842–1917)
- 1892–1895: Stamatis Antonopoulos (Σταμάτης Αντωνόπουλος), Geschäftsträger
- 1895–1910: Kleon Rizos Rankavis (Κλέων Ῥίζος Ῥαγκαβής, 1842–1917)[2]
- 1910–1917: Nikolaos Theotokis (Νικόλαος Θεοτόκης 1878–1922), bis 1914 Geschäftsträger
- 1917 bis 1920: Unterbrechung der diplomatischen Beziehungen
- 1920–1921: Apostolos Alexandris (Απόστολος Αλεξανδρής 1879–1961)
- 1922–1923: Periklis Noulis (Περικλής Νούλης)
- 1924–1930: Efthymios Kanellopoulos (Ευθύμιος Κανελλόπουλος)
- 1930–1933: Ioannis Politis (Ιωάννης Πολίτης, 1890–1959)[3]
- 1933–1941: Alexandros Rizos Rankavis (Ἀλέξανδρος Ῥίζος Ῥαγκαβής, 1880–1972)

1941: Abbruch der diplomatischen Beziehungen am 8. April

### Griechische Botschafter in derBundesrepublik Deutschland
1951: Aufnahme diplomatischer Beziehungen
- 1951–1952: Dimitrios Pappas (Δημήτριος Παππάς 1894–19??)[4]
- 1952–1959: Ioannis Stefanou (Ιωάννης Στεφάνου 1892–19??)
- 1959–1961: Thomas Ypsilanti (Θωμάς Υψηλάντης 1909–1966)[5]
- 1961–1964: Themistoklis Tsatsos (Θεμιστοκλής Τσάτσος 1906–1970)[6]
- 1964–1969: Alexis Kyrou (Αλέξης Κύρου 1901–1969)
- 1969–1972: Miltiadis Delivanis (Μιλτιάδης Δελιβάνης)
- 1972–1973: Nikolaos Sioris (Νικος Σιωρης)
- 1974–1979: Aristidis Phrydas  (Αριστείδης Φρυδάς 1922–2010)[7]
- 9. Okt. 1979–1981: Petros Kalogeras Pierre Calogeras (Πέτρος Καλογεράς * 1919)
- 10. Sep. 1981–1984: Konstantinos Tsamados[8]
- 1985–1986: Nikolaos Katapodis (Νικος Καταπόδης * 1925 in Piräus)
- 1987–1990: Leonidas Evangelidis (Λεωνίδας Ευαγγελίδης * 1935)
- 1990–1992:
- 1992–199?: Ioannis Bourlogiannis-Tsangaridis (Ιωάννης Μπουρλογιάννης-Τσαγγαρίδης)
- 1999–2001: Dimitrios Nezeritis (Δημήτριος Νεζερίτης)
- 2001–2005: Dimitrios Kypreos (Δημήτριος Κυπραίος)
- 2005–2007: Konstantinos Tritaris (Κωνσταντίνος Τριτάρης)
- 2007–2010: Anastasios Kriekoukis (Τάσος Κριεκούκης * 1948)
- 2010–2013: Dimitris Rallis (Δημήτρης Ράλλης * 1952)
- 29. Mai 2013–24. September 2014: Panagiotis Zografos (Παναγιώτης Ζωγράφος * 1954)
- 4. Januar 2015-22. Mai 2015: Panos Kalogeropoulos (Πανος Καλογεροπουλος * 1956)[9]
- 2015–2021: Theodoros Daskarolis (* 1955)[10]
- 2021–2025: Maria Marinaki (Μάρα Μαρινάκη * 1957)
- seit 2025: Alexandros Papaioannou[11]

### Griechische Botschafter in derDDR
1973: Aufnahme diplomatischer Beziehungen
- 1975–1979: Konstantinos Tsamados
- 1979–1984: Basile Eleftheriadis
- 1984–1989: Antonios Coundakis
- 1989–1990: Georgios Kladakis

## Gesandte in deutschen Staaten (vor 1871)

### Griechische Gesandte inPreußen
1834: Aufnahme diplomatischer Beziehungen
- 1834–1840: Alexandros Mavrokordatos (Ἀλέξανδρος Μαυροκορδάτος 1791–1865)
- 1840 bis 1852: Unterbrechung der diplomatischen Beziehungen
- 1852–1857: Konstantinos Schinas (gr.: Κωνσταντίνος Σχινάς 1801–1857)
- 1858–1864: Simon Georg von Sina (1810–1876)
- 1865–1867: vakant

Ab 1867: Gesandter im Norddeutschen Bund, ab 1871: Gesandter im Deutschen Reich (siehe oben)